# Chiesa di San Giacomo Maggiore (Pontedecimo)
La chiesa di San Giacomo Maggiore è un edificio religioso del quartiere genovese di Pontedecimo. La sua comunità parrocchiale fa parte del vicariato Pontedecimo-Mignanego-Campomorone dell'arcidiocesi di Genova. La chiesa si trova in piazza Partigiani Caduti Libertà, nel centro storico di Pontedecimo, di fronte al seicentesco convento dei cappuccini e all'ex municipio.

## Storia
Fin dall'epoca preromana Pontedecimo era un importante crocevia sulle strade dirette dalle riviere all'entroterra padano, ruolo che non era venuto meno con la caduta dell'Impero romano e che trovò un nuovo impulso nel XII secolo, al tempo delle Crociate e dei pellegrinaggi a Santiago di Compostela e in Terra santa.
Su richiesta di suor Bellenda, badessa del monastero benedettino di San Tommaso di Genova, l'arcivescovo di Genova Ugo della Volta con decreto del 6 giugno 1167 autorizzava la costruzione a Pontedecimo di un ospitale per l'assistenza ai pellegrini con annessa una chiesa, la cui intitolazione a san Giacomo il Maggiore testimoniava il transito di pellegrini diretti a Santiago di Compostela.
Dalla sua fondazione la chiesa rimase di proprietà del monastero di San Tommaso fino al 1739, quando le monache cedettero la proprietà del complesso con i suoi diritti e privilegi ai massari, e per essi alla popolazione del borgo di Pontedecimo.  Nel XV secolo, epoca in cui il borgo di Pontedecimo visse un periodo di declino, come attestato dal Giustiniani negli Annali, viene indicata come una cappella soggetta alla pieve di San Cipriano. Nel 1452 la rettoria della chiesa era una delle tante cariche ecclesiastiche di cui poteva fregiarsi un giovane Paolo Fregoso, che l'anno seguente, a soli 26 anni, sarebbe divenuto il più giovane arcivescovo di Genova (e in seguito anche tre volte doge della repubblica).
Nel XVI secolo accanto alla chiesa fu fondato l'oratorio di San Giacomo, i cui confratelli si impegnarono nell'assistenza ai malati durante le epidemie di peste del 1528 e del 1657. Nel 1713 l'oratorio passò alla confraternita della Morte e Orazione.
Saccheggiata e gravemente danneggiata dagli austriaci nel 1747, fu sottoposta a lavori di ristrutturazione dal 1750 al 1755, trasformando l'originale stile romanico in barocco e cancellando così ogni traccia della chiesa primitiva. Nel 1763 lo scultore Pasquale Bocciardo realizzò l'altare per la nuova chiesa, in seguito pesantemente modificato.
Con la costruzione della strada di fondovalle della val Polcevera, realizzata su iniziativa del doge Giovanni Battista Cambiaso nella seconda metà del XVIII secolo (per la cui apertura fu necessario demolire l'ospitale medioevale che sorgeva a levante della chiesa e che a quell'epoca serviva ancora come ricovero per viandanti e ospedale) e la successiva apertura della strada dei Giovi negli anni venti dell'Ottocento, si consolidò il ruolo di Pontedecimo come luogo di sosta e transito sulla direttrice tra Genova e la pianura padana. Il borgo conobbe una notevole espansione e divenne comune autonomo nel 1853, affrancandosi da San Cipriano; la chiesa fu eretta in parrocchia con decreto dell'arcivescovo Andrea Charvaz del 7 agosto 1857.
In quello stesso periodo fu innalzato il campanile, ma la chiesa versava in cattive condizioni e si rese necessario ricostruirla. Nel 1869 ne fu decisa la demolizione e l'edificazione di una nuova, su progetto di Stefano Grillo e Claudio Storace, finanziata con contributi pubblici e privati. La prima pietra fu posata il 21 settembre 1869. Nel frattempo le funzioni religiose vennero officiate nella vicina chiesa dei cappuccini. L'edificio fu completato in meno di tre anni e consacrato il 26 maggio 1872 dall'arcivescovo Salvatore Magnasco. I lavori di decorazione interna furono realizzati nel 1887 sotto la direzione di Maurizio Dufour.
Nel 1957 in occasione del centenario della parrocchia venne realizzata una nuova facciata in travertino e nel 1960 il campanile fu dotato di un nuovo concerto di otto campane.
Nel 1976 per l'adeguamento liturgico alle norme conciliari l'altare settecentesco fu smembrato. La parte superiore con il tabernacolo e l'immagine della Madonna Lauretana fu addossato all'abside in sostituzione del preesistente coro ligneo mentre la mensa fu spostata al centro del presbiterio, dove fu collocato anche un nuovo ambone in marmo.

## Descrizione
La facciata è tripartita da coppie di lesene sormontate da capitelli corinzi e coronata da un timpano che culmina con una grande croce. Nella facciata si aprono tre ingressi, corrispondenti alle tre navate in cui è suddiviso l'interno, ognuno sormontato da una finestra semicircolare. Una cupola circolare si innalza all'incrocio del transetto con la navata principale. Sulla destra della facciata si eleva il campanile.
La decorazione interna è opera di Tullio Salvatore Quinzio. Nella chiesa sono conservati un gruppo ligneo settecentesco raffigurante la Flagellazione e diversi dipinti, tra i quali il Battesimo di Cristo di Giovanni Battista Paggi, datato al 1618 e I santi Gaetano da Thiene e Antonio Abate che venerano la Madonna di Carlo Alberto Baratta.